# Шансак
Шансак (фр. Champsac) насеље је и општина у централној Француској у региону Лимузен, у департману Горња Вијена која припада префектури Рошешуар.
По подацима из 2011. године у општини је живело 633 становника, а густина насељености је износила 26,44 становника/km². Општина се простире на површини од 23,94 km². Налази се на средњој надморској висини од 384 метара (максималној 399 m, а минималној 267 m).

## Демографија
| 1962. | 1968. | 1975. | 1982. | 1990. | 1999. | 2011. |
| ----- | ----- | ----- | ----- | ----- | ----- | ----- |
| 608   | 687   | 639   | 618   | 567   | 550   | 633   |

График промене броја становника у току последњих година